# NGC 655
NGC 655 est une galaxie lenticulaire située dans la constellation de la Baleine. NGC 655 a été découverte par l'astronome américain Ormond Stone en 1885.

## Caractéristiques
Sa vitesse par rapport au fond diffus cosmologique est de 8 447 ± 42 km/s, ce qui correspond à une distance de Hubble de 124,6 ± 8,7 Mpc (∼406 millions d'al).
En raison d'une brillance de surface égale à 14,25 mag/am2, on peut qualifier NGC 655 de galaxie à faible brillance de surface (LSB en anglais pour low surface brightness). Les galaxies LSB sont des galaxies diffuses (D) avec une brillance de surface inférieure de moins d'une magnitude à celle du ciel nocturne ambiant.

## Supernova
La supernova SN 2010ec a été découverte dans NGC 655 le 6 juin 2010 par une équipe d'astronomes dans le cadre programme de recherche de supernovas CHASE (CHilean Automatic Supernova sEarch) de l'université du Chili. Cette supernova était de type Ia.